# Paredes de Escalona
Paredes de Escalona es un municipio español de la provincia de Toledo, en la comunidad autónoma de Castilla-La Mancha. Cuenta con una población de 129 habitantes (INE 2017).

## Geografía
El municipio se encuentra situado en la comarca de Torrijos y linda con los términos municipales de Cenicientos en la provincia de Madrid y Almorox, Escalona y Aldea en Cabo en la de Toledo.

## Historia
Formó parte de la Comunidad de Villa y Tierra de Escalona, siendo administrado por la villa de ese nombre. Su iglesia se dedica a San Vicente Mártir, de la que era aneja, a finales del siglo XVIII, la iglesia de Aldea (en Cabo).
Hasta la reforma de la nomenclatura municipal de 1916 el municipio se llamaba simplemente Paredes. En dicha fecha su nombre fue modificado por el de Paredes de Escalona.

## Demografía
Cuenta con una población de 129 habitantes (INE 2024).
| Gráfica de evolución demográfica de Paredes de Escalona entre 1842 y 2021 |
| |
| Población de derecho según los censos de población del INE Población de hecho según los censos de población del INEEn estos censos se denominaba Paredes: 1842, 1857, 1860, 1877, 1887, 1897, 1900 y 1910 |

| 111                       | 111 | 120 | 116 | 115 | 113 | 120 | 112 | 124 | 145 |
| (Fuente: INE [Consultar]) |     |     |     |     |     |     |     |     |     |

NOTA: La cifra de 1996 está referida a 1 de mayo y el resto a 1 de enero.

## Administración y política
| Periodo   | Nombre                        | Partido            |
| --------- | ----------------------------- | ------------------ |
| 1979-1983 | Rafael Campos Rubio           | UCD                |
| 1983-1987 | Rafael Campos Rubio           | PSOE               |
| 1987-1991 | Rafael Campos Rubio           | PSOE               |
| 1991-1995 | Mariano Vilas Díaz            | PP                 |
| 1995-1999 | Mariano Vilas Díaz            | PP                 |
| 1999-2003 | Mariano Vilas Díaz            | PP                 |
| 2003-2007 | Vicenta Antonia de Haro López | PSOE               |
| 2007-2011 | José Antonio García González  | PSOE               |
| 2011-2015 | José Antonio García González  | PSOE               |
| 2015-2019 | Marín González Gómez          | PSOE               |
| 2019-2023 | Marín González Gómez          | PSOE               |
| 2023-act. | Alberto García Ruiz           | Vecinos de Paredes |

## Patrimonio

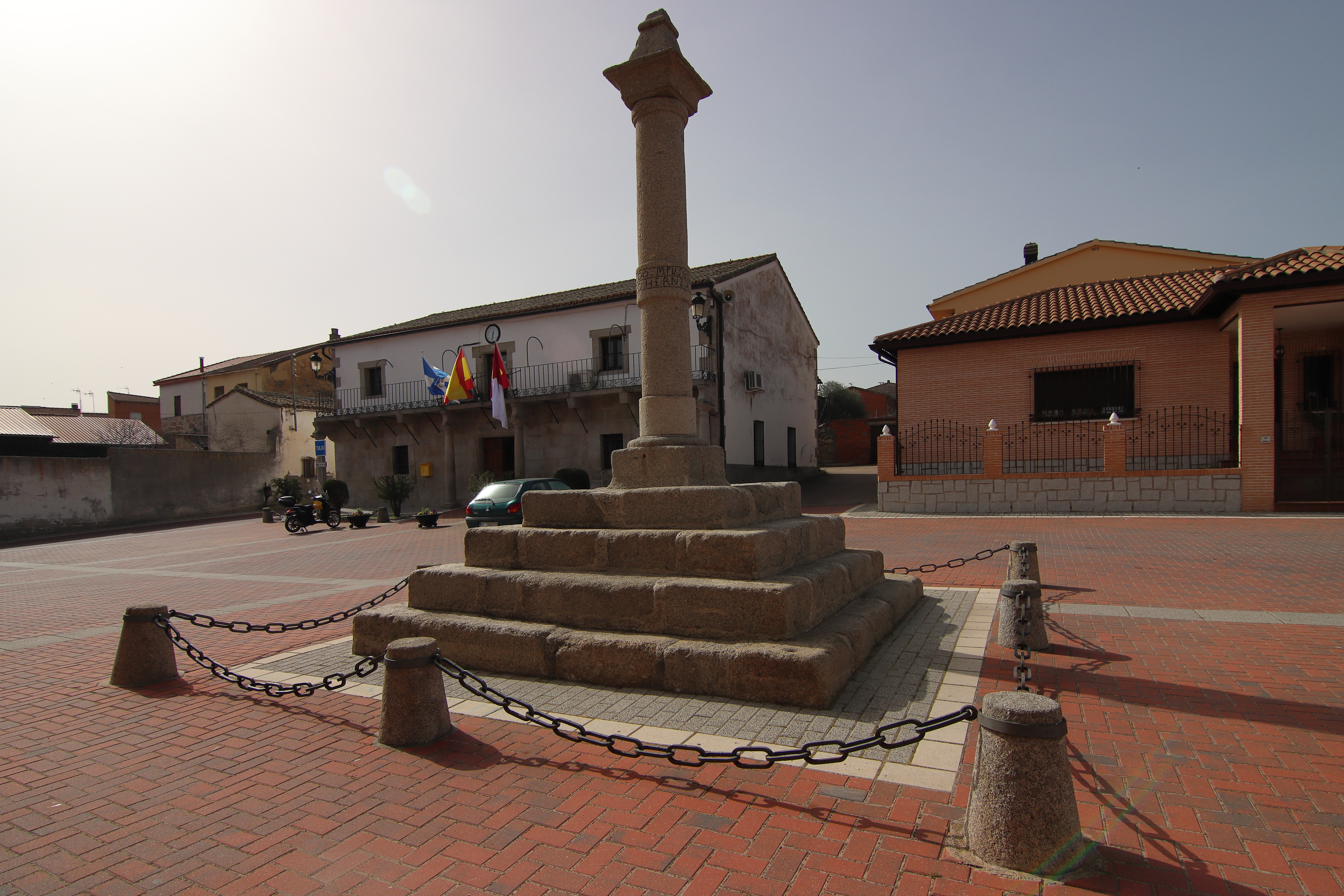
Picota o rollo

- Rollo de justicia del siglo XVIII y situado sobre una escalinata de sillares, su base es cuadrada y el fuste cilíndrico y corto, está rematada por un capitel sencillo y sobre el tronco de pirámide hay una inscripción de 1793.
- Fuente del Caño.
- Casa del Párroco.
- Iglesia de San Vicente Mártir, románica del siglo XII, si bien ha sido muy remodelada.Declarada bien de interés cultural.

## Fiestas

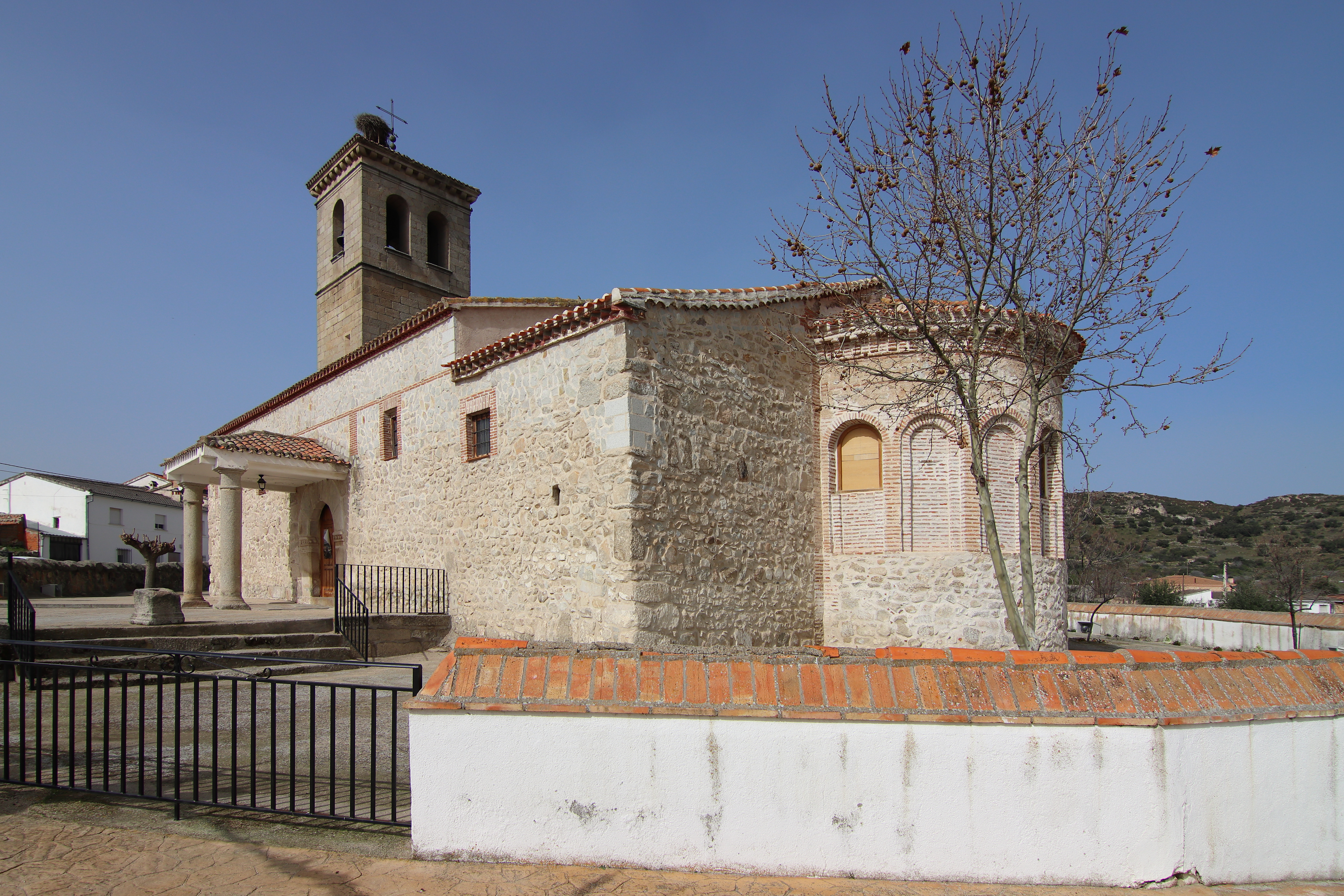
Iglesia de San Vicente Mártir

- Iglesia de San Vicente Mártir22 de enero: fiestas patronales en honor a San Vicente.
- 8 de septiembre: Romería de la Virgen de la Nava.
- 15 de agosto: Fiestas de la Vaquilla, alrededor del 15 de agosto